# Куррикулум

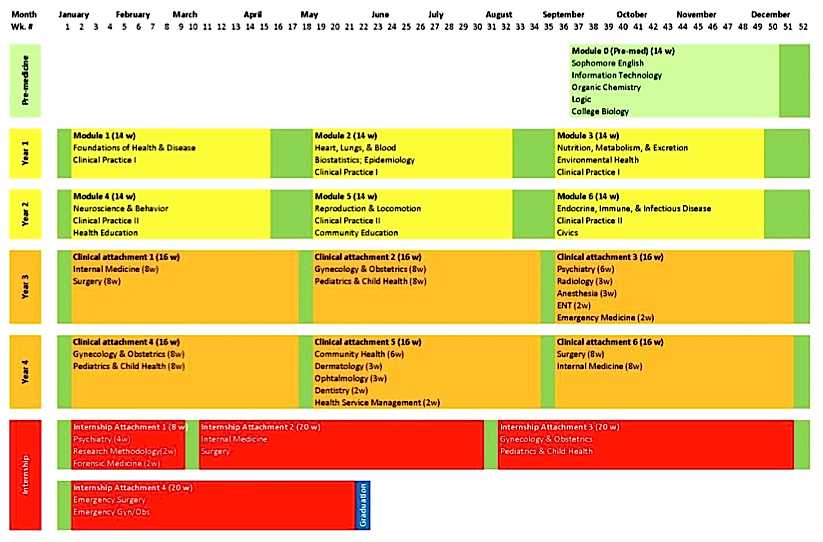
Учебный план для получения степени доктора медицины

Куррикулум (от лат. curriculum), Курс обучения — теория и понятие, применяемое в области образования, которые означают парадигму образования, включающую процесс и систему проектирования и методическое регламентирование процессов, ведущих к результатам обучения.

## Этимология
Термин происходит от латинского слова curriculum, которое в этом языке буквально означает «программа для развития какого-либо опыта или навыка, с помощью которой его уровень становится выше». В русском языке это слово употребляется редко.

## Понятие
Понятие «куррикуум» в узком смысле включает: содержание, процессы и средства, которые проектируются и по которым производится обучение и оценивание учащихся с целью прохождения ими процессов и опыта обучения; любые нормативные документы, предназначенные и используемые для образования; куррикулумы, разрабатываемые для конкретных учебных дисциплин.
В широком понимании понятие «куррикуум» означает: всю совокупность образовательной деятельности, включая философские основания, ценности, цели и способы их достижения и управления этой деятельностью; стратегии, политики и управление деятельностью по разработке, проектированию и внедрению описанной совокупности образовательной деятельности. Куррикулумом называют формализованную связь курсов по сложности и их содержание, предложенное и утверждёное учебными заведениями или национальными методическими советами как необходимую для успешного воспитания учащихся. Куррикулумы часто не имеют строгих правил, но также могут быть строго стандартизированы.

## История
Начало научной разработки понятия «куррикулом» связывают с работой Джона Дьюи «Ребёнок и куррикулум». Как научное понятие куррикулум было введено Ф.Боббитом в 1918 году в его книге «The Curriculum». Многие другие учёные (С. Браславски, В. Келли, Дж. Керр, К. Корнблес, Х. Меллер, З. Робинзон, Л. Стенхаус, Р. У. Тейлор, К. Фрей и многие другие) внесли свой вклад в разработку понятия куррикулум и куррикулярной теории. Для российской педагогической науки это понятие нехарактерно, хотя имеется ряд публикаций российских учёных о куррикулуме (например, в области ИТ-образования). В связи с введением Национальных куррикулумов (издаваемых в том числе на русском языке) и внедрением куррикулярной системы в систему образования, в ряде постсоветских государств о куррикулуме появляется всё больше русскоязычных научных публикаций, написанных учёными этих стран.

## Принципы и национальные особенности
Международное бюро образования имеет обязанность изучения учебных планов и их реализации во всем мире. В вопросе реализации учебного плана берутся во внимание:
- психология детей, особенно младшего возраста
- средства на учебные пособия
- эффективность обучения
- баланс между образованием и обучением
- статус образования (является ли оно добровольным либо обязательным)

В настоящее время многими постсоветскими странами куррикулярная система образования введена на национальном уровне, введены Национальные куррикулумы, а также вся система методических документов, относимых к элементам куррикулума (учебные планы, программы, учебники, методологические гиды и т. д.).
Существует такое понятие, как «скрытый куррикулум». Это не требующие большого внимания правила поведения или части учебной программы.
В научной мысли понятие «скрытый куррикулум» используется для обозначения непланируемых образовательных процессов и их эффектов.

## Национальные особенности
В США важное дополнение куррикулума случилось в 1960-х и 1970-х годах.
В Эстонии реформирование образования велось с конца 1980-х годов, схожий с куррикулумом рамочный документ был принят в 1996 году, а по состоянию на 2018 год действовал куррикулум, принятый в 2014 году. Национальный куррикулум (государственная программа образования) для основной школы и гимназии утверждается Министерством образования Эстонии.
В Азербайджане Национальный куррикулум введён в 2007 году и понимается как стратегия обучения, а не учебная программа. Государственные стандарты по куррикулуму пересматриваются и утверждаются Кабинетом министров каждые пять лет.
В Киргизии в конце 2009 года куррикулум был утверждён Министерством образования как рамочный Национальный стандарт, пересматриваемый каждые пять лет.
В Молдавии школьный куррикулум начал разрабатываться и апробироваться ещё в 1992 году. Первый куррикулум для начальной школы появился в 1998 году, а для лицеев и гимназий — в 1999 году. В 2010 году началось внедрение компетентностного подхода в Национальную образовательную систему. С 2010 по 2017 годы действовал Национальный куррикулум, который далее был пересмотрен. При Министерстве образования и исследований Республики Молдова существует и действует «Национальный совет по куррикулуму», который разрабатывает и утверждает различные куррикулумы — общие и специализированные (по учебным дисциплинам и уровням обучения). Этим советом разработаны и утверждены куррикулумы по учебным предметам для дошкольного, начального, гимназического, среднего, дополнительного образования, подготовки и обучения, а также среднего и послесреднего профессионального образования. Например, этим советом обсуждены и приказом Министерства в 2017 году утверждены «Основы национального куррикулума». Также этим советом утверждены и введены приказами Министерства множество других методических документов и куррикулумов, например, наряду со специализированными куррикулами, совет утвердил такие общие документы как «Научные основы раннего образования в Республике Молдова» (2019), «Куррикулум раннего образования» (2019), «Стандарты обучения и развития детей от рождения до 7 лет» (2019), «Гид по внедрению Куррикулума раннего образования, Стандартов обучения и развития детей от рождения до 7 лет в контексте Научных основ раннего образования в Республике Молдова» (2019). 5 июля 2019 года Национальный совет по куррикулуму Республики Молдова утвердил куррикулумы нового поколения для средней и старшей школы — в Молдове это четвертое поколение куррикулумов и второе поколение куррикулумов, ориентированных на развитие компетенций. Обновление и развитие Национальных куррикуумов Республики Молдова в 2019 году проводится в соответствии с положениями Кодекса об образовании Республики Молдова (2014); Основ национального куррикулума (2017); Рекомендациями Совета Европы по ключевым компетенциям для непрерывного обучения (Брюссель, 22 мая 2018 г.); Компетенции для 21 века, Базовый куррикулум: система компетенций для общего образования (2018).
Исследование 2003 года показало, что в большинстве классов Великобритании имеется одна и та же программа, но свой куррикулум, который более подходит детям классов.
В России первый учебный план (куррикулум) был введен в октябре 1918 года.